# Distrito de Kosovska Mitrovica
O Distrito de Kosovska Mitrovica (em sérvio:  Косовскомитровачки округ, transl. Kosovskomitrovački okrug; em albanês:  Rajoni i Mitrovicës) é um distrito localizado na parte sul República da Sérvia. Está localizado na parte norte da Província Autônoma de Cossovo e Metóquia. O centro administrativo do Distrito de Kosovska Mitrovica é a cidade de Kosovska Mitrovica.

## Municípios
O distrito de Kosovska Mitrovica está subdividido em 6 municípios:
- Kosovska Mitrovica
- Vučitrn
- Zvečan
- Zubin Potok
- Leposavić
- Srbica